# Vive Henri IV

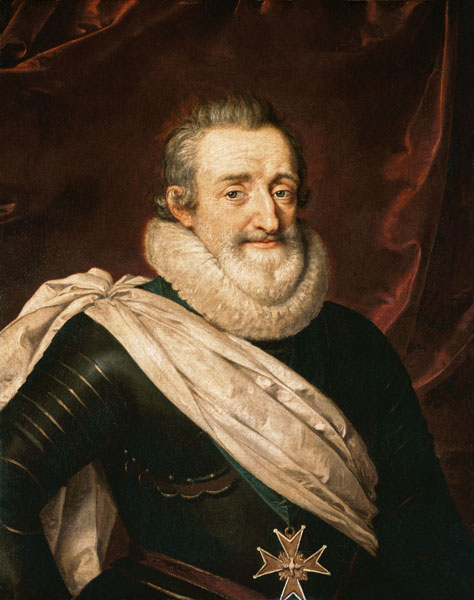
Henrique IV da França.

Vive Henri IV (em português: Viva Henrique IV) e Vive le roi Henri (Viva o rei Henrique) ou Marche Henry IV (Marcha de Henrique IV) é uma canção popular, bem conhecida na França, composta em homenagem ao primeiro rei da dinastia Bourbon Henrique IV, que acabou com as Guerras religiosas e restabeleceu a paz na França. A primeira estrofe é datada em torno de 1590, e outros foram adicionados entre o século XVIII e o primeiro terço do século XIX.

## Letra
1
Vive Henri IV !

Vive ce roi vaillant !

Vive Henri IV !

Vive ce roi vaillant !

Ce diable à quatre

A le triple talent

De boire et de battre

Et d'être un vert galant.
2
Au diable guerres,

Rancunes et partis !

Au diable guerres,

Rancunes et partis !

Comme nos pères

Chantons en vrais amis,

Au choc des verres

Les roses et les lys.
3
Chantons l'antienne 

Qu'on chantera dans mille ans ;

Chantons l'antienne

Qu'on chantera dans mille ans ;

Que Dieu maintienne

En paix ses descendants

Jusqu'à ce qu'on prenne

La Lune avec les dents.
4
Vive la France !

Vive le roi Henri !

Vive la France !

Vive le roi Henri !

Qu'à Reims1 on danse,

En disant comme Paris :

Vive la France !

Vive le roi Henri !
Variante dos dois últimos versos de autoria desconhecida:
J'aimons les filles,

Et j'aimons le bon vin

J'aimons les filles,

Et j'aimons le bon vin

De nos bons drilles

Voilà tout le refrain

J'aimons les filles

Et j'aimons le bon vin !
Moins de soudrilles2

Eussent troublé le sein

Moins de soudrilles

Eussent troublé le sein

De nos familles

Si l'ligueux3 plus humain

Eût aimé les filles

Eût aimé le bon vin !